# Hans Szym
Hans Szym (* 27. Dezember 1893 in Berlin-Spandau als Johannes Szymkowiak; † 16. April 1961 in Berlin) war ein deutscher Kunstmaler.

## Biografie
Hans Szym wurde 1893 in Berlin-Spandau geboren. Mit sechs Jahren wurde er in die siebenklassige städtische Gemeindeschule eingeschult und durchlief diese vollständig. Seine Lehrer hatten die künstlerische Begabung erkannt und ihm eine Lithographenlehre empfohlen, die er 1910 aufnahm und 1914 beendete. Um der eigenen Kreativität mehr Spielraum zu geben, besuchte er zwischenzeitlich Kurse an verschiedenen Kunstgewerbeschulen. 1914 trat er eine Stelle als Zeichner bei den Märkischen Elektrizitätswerken an. Am 8. August 1914 wurde er jedoch zum 3. Neupreußischen Pionierbataillon in Spandau eingezogen. Infolge einer Erkrankung wurde er nach acht Wochen zur Geschossfabrik innerhalb der Festung Spandau abkommandiert, wo er zum Geschossmeister ausgebildet wurde. Am 2. November wurde er in dieser Funktion beim Magdeburgischen Husarenregiment Nr. 10 in Stendal eingesetzt, bevor ihn die Generalkommandantur am 26. Januar 1916 weiterschickte. Am 1. Juli 1917 wurde er zum Reserveinfanterieregiment 36 einberufen und dem Marschbefehl Magdeburg zugeteilt, der ihn an die französische Front führte. Dort war er an der Durchbruchsschlacht am Chemin des Dames beteiligt. De facto am Revolutionstag 9. November 1918 nicht mehr der Armee angehörend, erfolgte die offizielle Entlassung am 27. November 1918. Von 1919 bis 1921 studierte er Kunst an der Unterrichtsanstalt des Kunstgewerbemuseums Berlin (heute: Kunstgewerbemuseum Berlin) bei Professor Doeppler und Professor Böhm sowie von 1920 bis 1924 als Atelierschüler des Malers Johann Walter-Kurau. Nach einer ausgedehnten Studienreise durch Italien, 1924, die dem Studium der alten Meister, insbesondere in Neapel, diente, richtete er sich ein eigenes Atelier in Berlin ein und begann sich um 1927/28 lokal als freischaffender Künstler zu etablieren.
1928 bis 1932 erfolgte seine Ausstellungstätigkeit, u. a. in der Akademie der Künste (Berlin), im Kunstverein Hannover und im Kunstverein in Hamburg. 1929 wurde er in die Berliner Secession aufgenommen, von diesem Zeitpunkt an signierte er ausschließlich mit „Szym“. Im April 1930 wurde ein finanzielles Unterstützungsgesuch abgelehnt und auch seine Bewerbungen für den großen Staatspreis der Preußischen Akademie der Künste blieben zunächst fruchtlos. Schließlich wurde Szym 1932 doch noch zum großen Staatspreis vorgeschlagen, der ihm 1933 aus politischen Gründen allerdings nicht mehr verliehen wurde. Während der Zeit des Nationalsozialismus erhielt Szym Ausstellungsverbot. Einige seiner Werke wurden von der Regierung beschlagnahmt und sein Atelier kontrolliert.
Szym begann eine entscheidende Auseinandersetzung mit der Farbenlehre. 1946 nahm er an der ersten Nachkriegs-Kunstschau Berliner Künstler in Berlin-Weißensee teil. Von 1948 bis zu seiner Auflösung 1949 bekleidete er das Amt der Bezirksvertrauensperson des Schutzverbandes Bildender Künstler, Berlin, im britischen Sektorenteil Spandau. Im März 1950 zählte Szym zu den Gründungsmitgliedern des Berufsverbandes Bildender Künstler in Berlin. Dem Verein Berliner Künstler gehörte er nur eineinhalb Jahre (Sommer 1950 bis Januar 1952) an. Zwischen 1951 und 1961 nahm er an fast allen Kunstausstellungen des Ring und den Juryfreien Kunstausstellungen in Berlin und Leverkusen teil. Von 1959 bis 1961 war er auch jeweils in den Großen Berliner Kunstausstellungen vertreten.
Im April 1961 starb Hans Szym in Berlin-Spandau. Der Nachlass von Szym befindet sich u. a. im Spandauer Kunstbesitz.